# Brachinus nigripes
Brachinus nigripes is een keversoort uit de familie van de loopkevers (Carabidae). De wetenschappelijke naam van de soort werd in 1841 gepubliceerd door George Robert Waterhouse.
Brachinus nigripes was in Maldonado, aan de monding van de Rio de la Plata, verzameld door Charles Darwin tijdens de reis van de HMS Beagle.